# Reacție de cuplare
O reacție de cuplare este o reacție organică în urma căreia două molecule sau fragmente moleculare se leagă și este de obicei catalizată de un catalizator metalic. Există homo-cuplări și hetero-cuplări (cuplări încrucișate). Richard F. Heck, Ei-ichi Negishi și Akira Suzuki au primit Premiul Nobel pentru Chimie în anul 2010 pentru dezvoltarea unor reacții de cuplare încrucișată catalizate de paladiu.
De cele mai multe ori, o reacție de cuplare presupune reacția unui compus organometalic de tipul R-M (R = rest organic, M = grupă principală) cu un compus halogenat de tipul R'-X, când se formează produsul R-R' prin crearea unei noi legături carbon-carbon:
{\displaystyle R-M\ +\ R'-X\ \to R-R'\ +\ M-X}

## Tipuri

### Homo-cuplări
În homo-cuplări se combină două fragmente identice. Unul dintre cele mai cunoscute exemple este reacția Ullmann de conversie a bromobenzenului în bifenil:
| Reacție            | An   | Reactant A          | Reactant A | Reactant B          | Reactant B | Metale                | Note                      |
| ------------------ | ---- | ------------------- | ---------- | ------------------- | ---------- | --------------------- | ------------------------- |
| Reacție Wurtz      | 1855 | R-X                 | sp3        | R-X                 | sp3        | Na ca agent reducător |                           |
| Cuplare pinacolică | 1859 | R-HC=O sau R(C=O)R2 |            | R-HC=O sau R(C=O)R2 |            | variate               | necesită donor de protoni |
| Cuplare Glaser     | 1869 | RC≡CH               | sp         | RC≡CH               | sp         | Cu                    | O2 ca acceptor de protoni |
| Reacție Ullmann    | 1901 | Ar-X                | sp2        | Ar-X                | sp2        | Cu                    | temperaturi ridicate      |

### Hetero-cuplări
Un alt tip, mult mai comun, este reacția de cuplare încrucișată (hetero-cuplare), în care se combină două fragmente diferite.
Unul dintre cele mai cunoscute exemple este reacția Heck de cuplare a unei alchene cu o halogenură de aril:
| Reacție                    | An   | Reactant A      | Reactant A   | Reactant B         | Reactant B | Catalizator        | Note                                     |
| -------------------------- | ---- | --------------- | ------------ | ------------------ | ---------- | ------------------ | ---------------------------------------- |
| Reacție Grignard           | 1900 | R-MgBr          | sp, sp2, sp3 | R-HC=O or R(C=O)R2 | sp2        | nu are catalizator |                                          |
| Reacție Gomberg-Bachmann   | 1924 | Ar-H            | sp2          | Ar'-N2+X-          | sp2        | nu are catalizator |                                          |
| Cuplare Cadiot-Chodkiewicz | 1957 | RC≡CH           | sp           | RC≡CX              | sp         | Cu                 | necesită o bază                          |
| Cuplare Castro-Stephens    | 1963 | RC≡CH           | sp           | Ar-X               | sp2        | Cu                 |                                          |
| Sinteză Corey–House        | 1967 | R2CuLi sau RMgX | sp3          | R-X                | sp2, sp3   | Cu                 | versiunea catalizată de Cu (Kochi, 1971) |
| Reacție Cassar             | 1970 | alchenă         | sp2          | R-X                | sp3        | Pd                 | necesită o bază                          |
| Cuplare Kumada             | 1972 | Ar-MgBr         | sp2, sp3     | Ar-X               | sp2        | Pd sau Ni or Fe    |                                          |
| Reacție Heck               | 1972 | alchenă         | sp2          | Ar-X               | sp2        | Pd sau Ni          | necesită o bază                          |
| Cuplare Sonogashira        | 1975 | RC≡CH           | sp           | R-X                | sp3 sp2    | Pd și Cu           | necesită o bază                          |
| Cuplare Negishi            | 1977 | R-Zn-X          | sp3, sp2, sp | R-X                | sp3 sp2    | Pd sau Ni          |                                          |
| Cuplare Stille             | 1978 | R-SnR3          | sp3, sp2, sp | R-X                | sp3 sp2    | Pd                 |                                          |
| Reacție Suzuki             | 1979 | R-B(OR)2        | sp2          | R-X                | sp3 sp2    | Pd sau Ni          | necesită o bază                          |
| Cuplare Hiyama             | 1988 | R-SiR3          | sp2          | R-X                | sp3 sp2    | Pd                 | necesită o bază                          |
| Reacție Buchwald-Hartwig   | 1994 | R2N-H           | sp3          | R-X                | sp2        | Pd                 | cuplare N-C                              |
| Cuplare Fukuyama           | 1998 | R-Zn-I          | sp3          | RCO(SEt)           | sp2        | Pd sau Ni          |                                          |
| Cuplare Liebeskind–Srogl   | 2000 | R-B(OR)2        | sp3, sp2     | RCO(SEt) Ar-SMe    | sp2        | Pd                 | necesită CuTC                            |

## Aplicații
Reacții de cuplare sunt adesea utilizate în industria farmaceutică, pentru prepararea substanțelor medicamentoase. De asemenea, polimerii conjugați sunt preparați tot prin aceste metode.